# Neustadt, Strasbourg

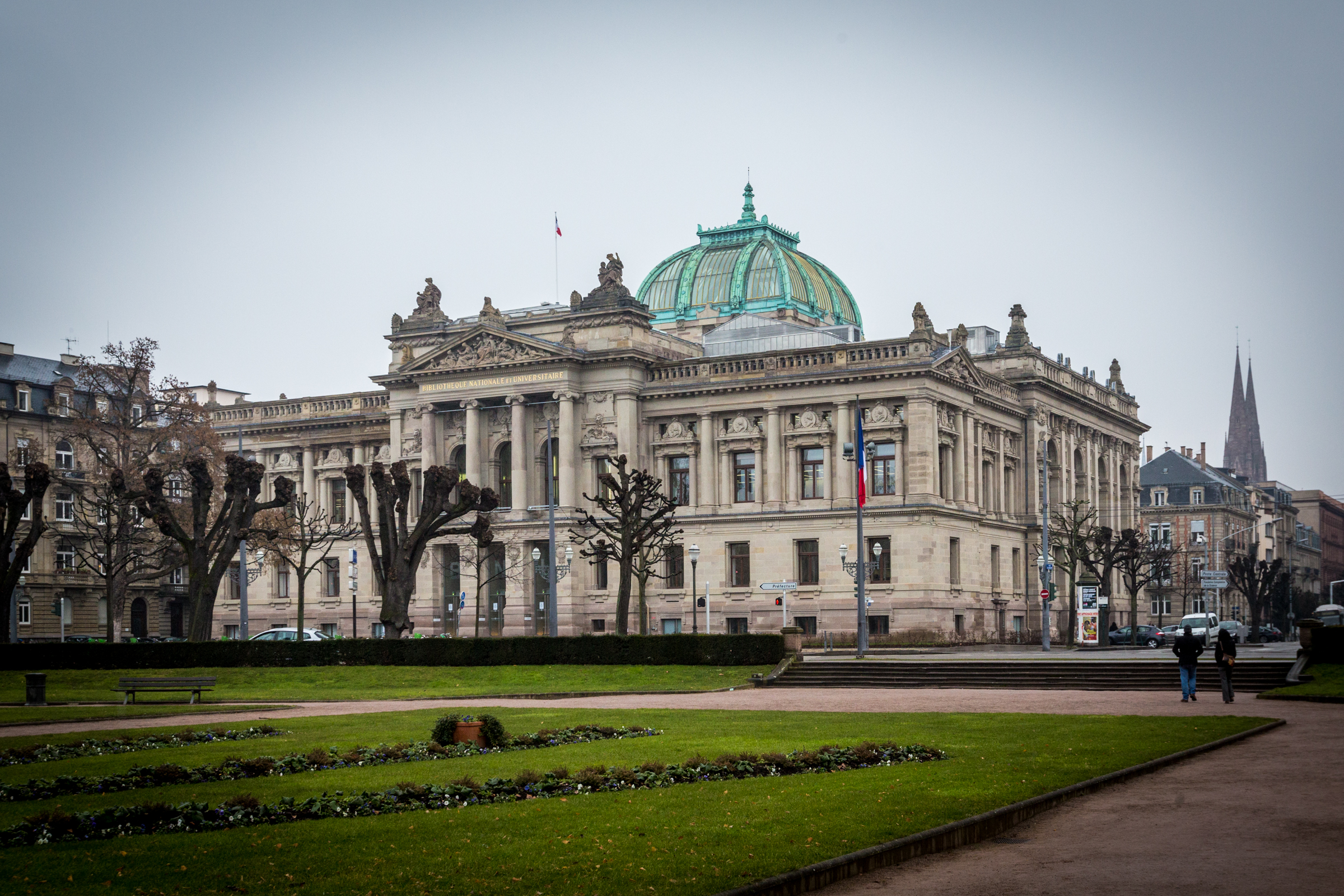
Thư viện Quốc gia và Đại học chụp từ Cung Cộng hòa (năm 2015)

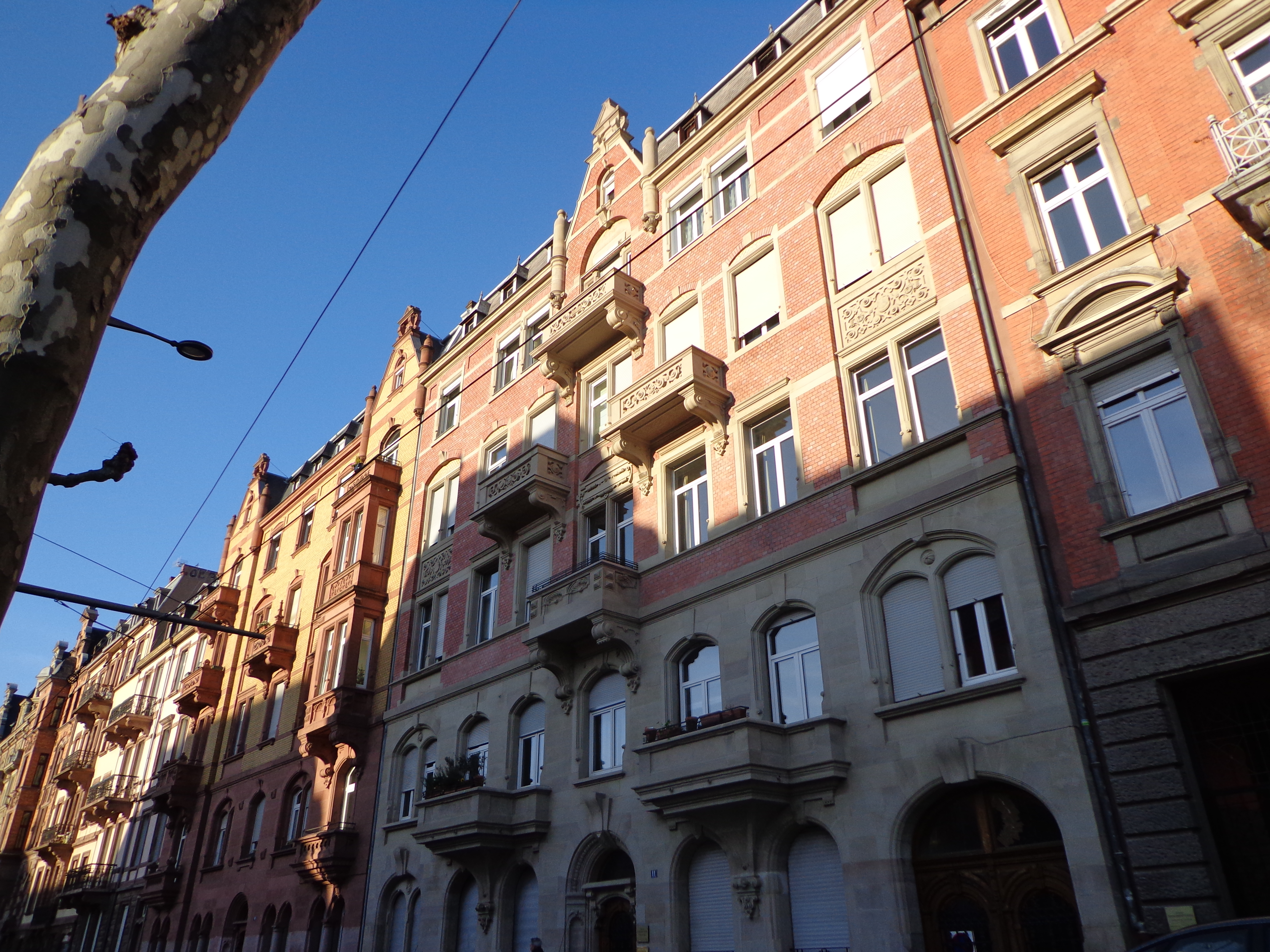
Những ngôi nhà từ năm 1893 trên đại lộ Victoire (2015)

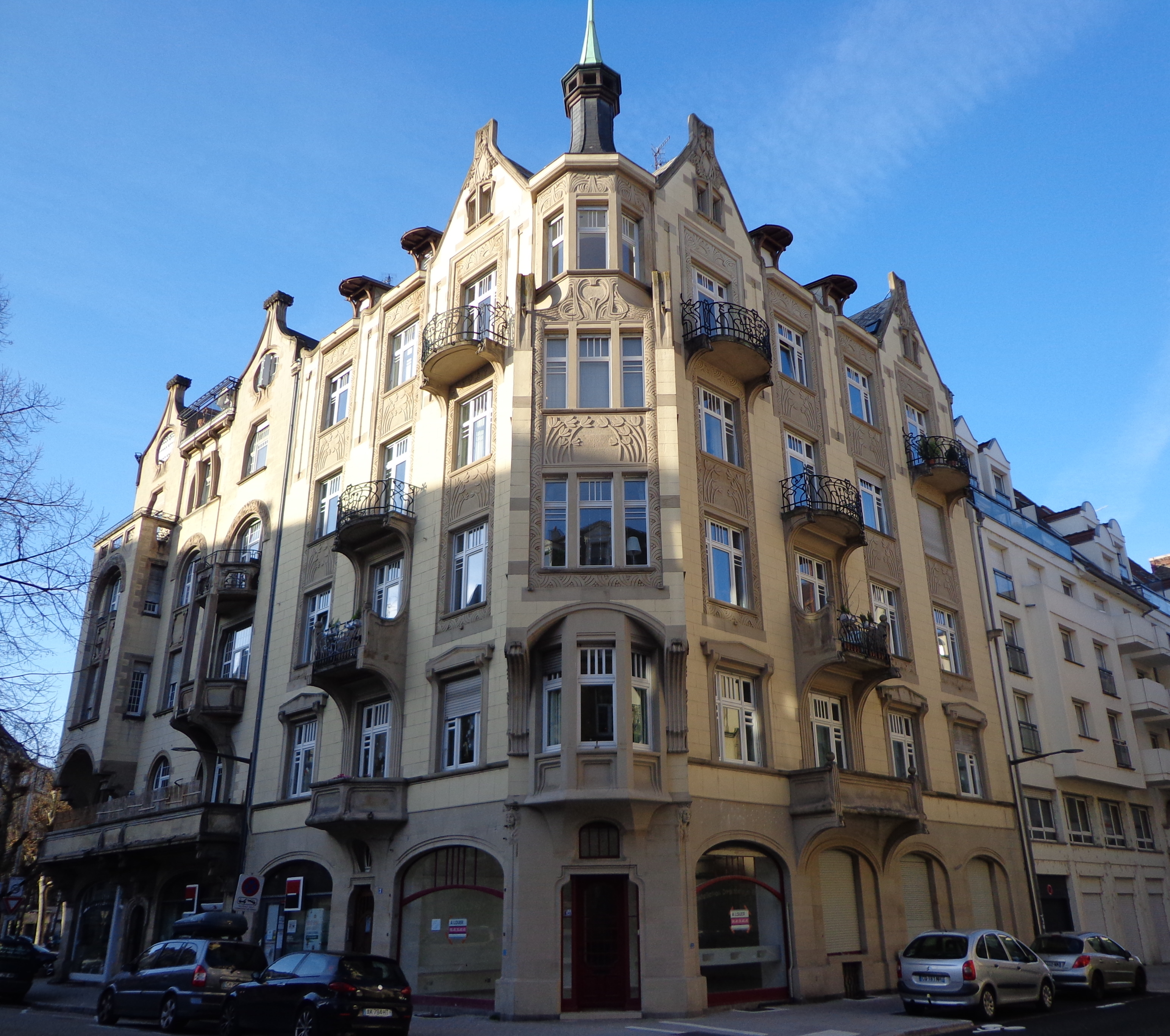
Ngôi nhà mang kiến trúc Art Nouveau từ năm 1904 trên phố Sellénick (2015)

Neustadt (tiếng Đức của New Town có nghĩa là Thị trấn mới) là một quận thuộc thành phố Strasbourg, Bas-Rhin, Pháp. Năm 2017, trung tâm của quận này đã được UNESCO công nhận là Di sản thế giới như là một phần mở rộng của Đảo Lớn Strasbourg đã được công nhận từ năm 1988.

## Lịch sử
Quận này được người Đức thành lập trong thời kỳ thiết lập lãnh thổ Alsace-Lorraine (1871–1918) phục vụ như là trung tâm mới của thành phố. Trái ngược với khu phố cổ của Đảo Lớn thì Neustadt vào năm 1871 có những con đường hẹp và quanh co, ít quảng trường hơn ngày nay. Thị trấn được hình thành dọc theo các đại lộ hoành tráng, những con đường thẳng được coi là đô thị hiện đại. Để có được không gian cần thiết thì một số công sự chủ yếu là có niên đại từ 1519–1552, và 1630–1681 đã bị phá bỏ. Phần còn lại của những công sự này được tìm thấy trong quá trình khai quật khảo cổ học. Nhiều phong cách kiến trúc đã được sử dụng để xây dựng Neustadt trên quy mô lớn như Kiến trúc Tân Baroque, Tân Phục hưng, Tân Gothic hay Tân La Mã, thường là sử dụng nhiều phong cách kiến trúc trong cùng một công trình. Vào cuối thế kỷ 19, cùng lúc với một vật liệu xây dựng mới xuất hiện là bê tông cốt thép, một phong cách mới cũng xuất hiện, Art Nouveau hay Tân nghệ thuật.
Một số tòa nhà đáng chú ý tại đây có thể kể đến Cung điện Rhine, Cung Đại học, Thư viện Quốc gia và Đại học, Nhà hát Quốc gia Strasbourg, Cung Công lý, Cung Lễ hội, Nhà thờ Thánh Phaolô, Nhà ga Strasbourg-Ville, Khách sạn Brion, Biệt thự Schutzenberger, Nhà số 22 phố Général de Castelnau, Nhà số 56 đường Robertsau.